# Iris (ketch)
Pour les articles homonymes, voir Iris.
Iris (sloop)
L'Iris est un ketch à coque et pont en acier, transformé en 2001 en voilier de promenade et de croisière. Il a été construit en 1916 dans un chantier hollandais de Flardingue aux Pays-Bas, et mis à l'eau sous le nom de Pallas. Il s'est aussi appelé Aage puis Geesje van Urk.

## Le navire
L'Iris est un ketch harenguier traditionnel néerlandais construit en 1916 aux Pays-Bas. Sa longueur totale est de 36m alors que sa coque mesure 28,5 m. Son maître-bau mesure 6,7 m et son tirant d'eau 2,8 m.
Son espace de vie est composé de 5 cabines doubles, de toilettes, de douches (avec eau chaude et froide), d'un bureau et d'un salon. L'équipage est composé du capitaine et 3 équipiers.

## Histoire
Ce harenguier lancé en 1916 aux Pays-Bas a été lancé sous le nom de Pallas. Durant cette année, il fera 5 voyages aux Îles Shetland (nord de l'Écosse) et ramènera 1683 barils de harengs. C'était le harenguier le plus rapide et le plus fiable pour naviguer sur la mer du Nord.
Après une période d'inactivité, comme la pêche à la voile était devenue économiquement impossible, il est vendu à des Suédois. Il est motorisé en 1920 et transformé en caboteur pour le commerce côtier. Il navigue alors jusqu'en 1975 en mer Baltique sous le nom de Aage.
Abandonné, il revient aux Pays-Bas racheté par un Hollandais. Il bénéficie d’une rénovation avant de naviguer pendant vingt-cinq ans sous le nom de Geesje van Urk. Il offrit alors des croisières allant au Nord jusqu'au îles Lofoten et au cap Nord (Norvège).
En 2001, le navire après avoir été vendus à ses propriétaires actuels connaît sa dernière rénovation et propose des croisières sont proposés sur les mers françaises, néerlandaises, britanniques et irlandaises. Le port d'attache de l'Iris se situe dans le port Veerhaven, Rotterdam, Pays-Bas où de nombreux autres voiliers traditionnels se réunissent.
Il participe à des rassemblements de vieux gréements comme l'Armada de Rouen 2003, ainsi qu'à Brest 2008 et aux Tonnerres de Brest 2012. Il a aussi participé à la Fête de la mer de Boulogne-sur-Mer en juillet 2013, 2015, 2017 et 2019 et à Temps fête Douarnenez 2018.

## Équipements
L'Iris dispose des équipements de navigation traditionnel :
- boussole magnétique
- sextant
- journal de bord

Il possède également tous les équipements modernes :
- boussole électronique
- radar
- navigation GPS-satellite
- radio et téléphones (pour maintenir le contact avec les côtes)
- Navtex (système d'information sur la météo et la sécurité)
- écho-sondeur
- pilote automatique

Outre ses voiles, l'Iris peut être propulsé (à la sortie du port par exemple) par son moteur diesel v8 développant une puissance de 380 chevaux. Il permet de propulser le navire à 15 km/h.
Il possède également 2 groupes électrogènes distincts pouvant alimenter le navire en 220V pendant 24h.